# معاهده دارین
معاهده دارین پیمانی است که میان عبدالعزیز بن عبدالرحمن آل سعود و سرلشکر بریتانیایی پرسی کاکس در ۴ دی ۱۲۹۴ بسته شد.
در این پیمان نامه ، بریتانیا سرزمین های احسا ، قطیف ، الجبیل و نجد را در فرمانروایی آل سعود به شمار آورد و چون این پیمان نامه در آبخست دارین که در نزدیکی آبخست تاروت و رو به روی بندر قطیف در کرانه های شاخاب پارس بسته شد به این نام شناخته می شود.
این پیمان نامه پس از پیمان نامه نجد که در سال ۱۳۰۶ به پایان رسید.

## چکیده پیمان نامه
- این پیمان نامه،فرمانروایی آل سعود را به یک کشور پشتیبانی شده بریتانیا کرد و در راستای مرزبندی درست آن کوشید.[۳]
- خواست بریتانیا از بستن این پیمان ، بازشناخت درست مرزهای کشورهای نوبنیاد سرنوشت سازی چون قطر ، کویت و ... بود.[۴]
- اگرچه ملک عبدالعزیز پذیرفت که به پاسداران بریتانیایی نتازد ولی هرگز سوگند نخورد که به شریف مکه نخواهد تاخت.[۵]

- همچنین عربستان سعودی پذیرفت که همراه بریتانیا در جنگ جهانی نخست در برابر امپراطوری عثمانی بجنگد.[۶]